# 张鑫森
张鑫森（1953年7月—），上海人，北京外国语学院毕业，曾在中国国家行政学院和美國哈佛大学肯尼迪政府学院进修，曾任中华人民共和国驻爱尔兰特命全权大使和中华人民共和国驻大韩民国特命全权大使大使。

## 生平
1977年，在中国国际旅行社任职员。1978年起，先后在驻民主德国大使馆、驻英国大使馆、外交部西欧司、外交部办公厅任职。1990年，赴香港新华社香港分社工作。1997年，任外交部香港澳门台湾事务司参赞。1999年，升任港澳台司副司长。2002年，升任港澳台司司长。2005年11月，出任中华人民共和国驻爱尔兰大使。2007年，任外交部办公厅主任。2010年3月，出任中华人民共和国驻韩国大使。2013年年12月，自驻韩国大使离任。

## 家庭
已婚，有一子。